# 29 april
29 april is de 119e dag van het jaar (120e dag in een schrikkeljaar) in de gregoriaanse kalender. Hierna volgen nog 246 dagen tot het einde van het jaar.

## Gebeurtenissen
- Algemeen
  - 1942 - Grote explosie bij Tessenderlo Chemie in Tessenderlo met 189 doden en enorme vernielingen. De waarschijnlijke oorzaak is de explosie van aangekoekt ammoniumnitraat dat arbeiders met dynamiet wilden laten springen.
  - 1964 - Huwelijk van prinses Irene met Carel Hugo van Bourbon-Parma in Rome. Na afloop worden zij door Paus Paulus VI in audiëntie ontvangen.
  - 1992 - Er breken rassenrellen in Los Angeles uit, nadat een blanke rechter vier blanke politiemannen vrijspreekt van mishandeling op Rodney King.
  - 2011 - Het huwelijk van prins William en Catherine Middleton.[1]
  - 2016 - Voor de kust van Noorwegen stort een helikopter neer met dertien inzittenden aan boord.
  - 2024 - Door een lawine en meerdere aardverschuivingen in de Indiase regio Jammu en Kasjmir die het gevolg zijn van aanhoudende regen en sneeuwval moeten belangrijke verkeerswegen waaronder die tussen Jammu en Srinagar worden afgesloten om ongelukken te voorkomen.[2]
- Media
  - 1971 - De eerste tv-uitzending van Op losse groeven, gepresenteerd door Chiel Montagne.[1]
  - 2017 - De honderdste De Kwis met Brigitte Kaandorp als gast wordt "uitbundig" gevierd.
- Muziek
  - 1979 - Kate Bush geeft haar eerste concert in Nederland in Koninklijk Theater Carré.
  - 2018 - ABBA heeft voor het eerst sinds 1981 nieuwe nummers opgenomen, het gaat om 2 nummers die in december 2018 zullen uitkomen.
- Oorlog
  - 1672 - Hollandse Oorlog: Lodewijk XIV van Frankrijk valt de Republiek der Zeven Verenigde Nederlanden binnen.
  - 1945 - Adolf Hitler trouwt met Eva Braun.
  - 1945 - Concentratiekamp Dachau wordt bevrijd door de troepen van de VS.
  - 1945 - Operatie Manna gaat van start: West-Nederland wordt vanuit de lucht door de RAF van voedsel voorzien.
  - 1975 - Amerikaanse troepen vluchten weg uit Saigon voor het Noord-Vietnamees leger. Feitelijk einde van de oorlog in Vietnam.
- Politiek
  - 1910 - Theodore Roosevelt, op dat moment oud-president van de Verenigde Staten, brengt een bezoek aan Amsterdam.
  - 1945 - Oprichting van het Algemeen Belgisch Vakverbond (ABVV).
  - 1972 - Koning Ntare V van Burundi komt om het leven wanneer opstandelingen proberen hem te bevrijden uit zijn paleis.
  - 1992 - Een uit vijf leden bestaande militaire raad meldt dat zij de macht heeft gegrepen in Freetown, de hoofdstad van het West-Afrikaanse land Sierra Leone.
  - 2016 - De 783 aanklachten van corruptie tegen Jacob Zuma, president van Zuid-Afrika, zijn in 2009 onterecht ingetrokken, stelt een hooggerechtshof.
- Recreatie
  - 2000 - Opening van Plopsaland De Panne in De Panne. Het is het eerste Plopsa-park.
  - 2010 - Opening van Plopsa Indoor Coevorden in Coevorden (Nederland). Het is het vierde Plopsa-park.
- Religie
  - 1670 - Kardinaal Emilio Altieri wordt gekozen tot Paus Clemens X.
  - 1953 - Verheffing van het Rooms-katholieke Apostolisch vicariaat Denemarken tot Bisdom Kopenhagen.
- Sport
  - 1992 - Het Oekraïens voetbalelftal speelt de allereerste officiële interland uit de geschiedenis. In Oezjhorod verliest de ploeg met 3-1 van Hongarije, onder meer door twee treffers van Feyenoord-aanvaller József Kiprich.
  - 1995 - De Française Catherine Marsal (24) brengt op de wielerbaan van Bordeaux het werelduurrecord voor vrouwen op 47,112 kilometer.
  - 2007 - De Eredivisie beleeft een historische ontknoping. AZ, Ajax en PSV staan alle drie gelijk in punten. AZ verliest van Excelsior en PSV wordt kampioen op doelsaldo (5-1 tegen Vitesse), het blijft Ajax uiteindelijk nipt 1 doelpunt voor (0-2 tegen Willem ll).
  - 2022 - Voormalig toptennisser Boris Becker is door een rechter in Londen tot 2,5 jaar gevangenisstraf veroordeeld. De 54-jarige Duitser is schuldig bevonden aan het verbergen van miljoenen euro's aan vermogen voor zijn curator bij zijn faillissement in 2017.
- Wetenschap en technologie
  - 1699 - Eerste bijeenkomst van de Franse Académie des sciences.
  - 1770 - James Cook ontdekt Botany Bay, Australië.
  - 1813 - Rubber wordt gepatenteerd.
  - 1913 - Octrooiverlening voor de ritssluiting.
  - 1985 - Lancering van spaceshuttle Discovery voor missie STS-51B met in het vrachtruim het ESA spacelab. De bemanning van de spaceshuttle bestaat uit 7 astronauten, 2 apen en 24 knaagdieren.[3]
  - 2021 - Lancering met een Lange Mars 5B raket vanaf lanceerbasis Wenchang in China van de Tianhe module dat de kern gaat vormen van het nieuwe Chinese Tiangong ruimtestation.[4]
  - 2023 - Lancering van een Falcon 9 raket van SpaceX vanaf Cape Canaveral Space Force Station Lanceercomplex 40 (SLC-40) voor de O3b mPOWER 3 & 4 missie met 2 communicatiesatellieten van SES S.A. die onderdeel moeten gaan worden van de O3b mPower constellatie.[5]
  - 2023 - Primatologe Jane Goodall uit Groot-Brittannië ontvangt uit handen van natuurminister Christianne van der Wal een koninklijke onderscheiding voor haar "uitstekende werk" op het gebied van natuurbehoud en dierwelzijn over de hele wereld. Goodall is nu officier in de Orde van Oranje-Nassau.[6]
  - 2023 - De periodieke komeet P/2023 B1 (PANSTARRS) bereikt het perihelium van zijn baan rond de zon tijdens deze verschijning.[7]
  - 2024 - Lancering van een Falcon 9 raket van SpaceX vanaf Cape Canaveral Space Force Station Lanceercomplex 40 (SLC-40) voor de Starlink Group 6-54 missie met 23 Starlink satellieten.[8]

## Geboren

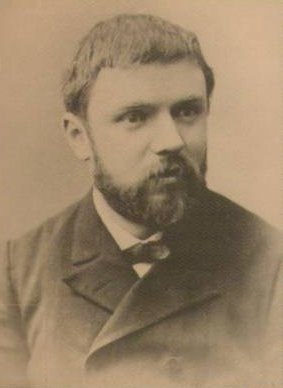
Henri Poincaré
geboren in 1854

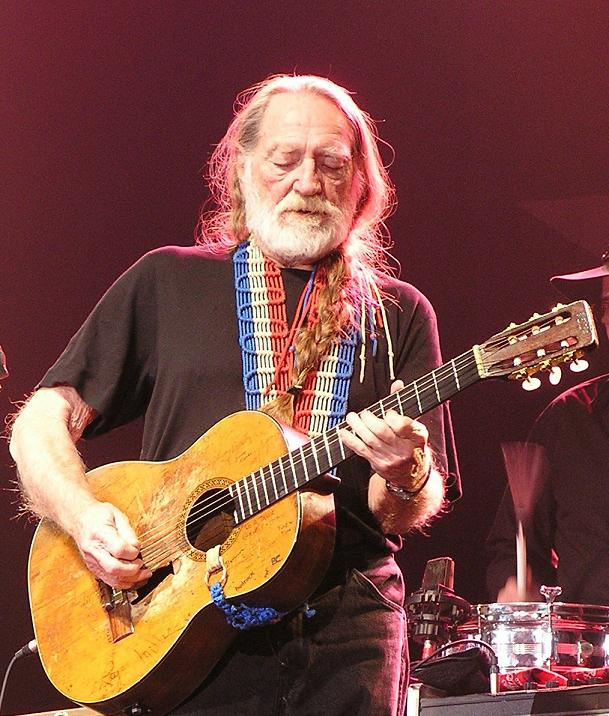
Willie Nelson
geboren in 1933

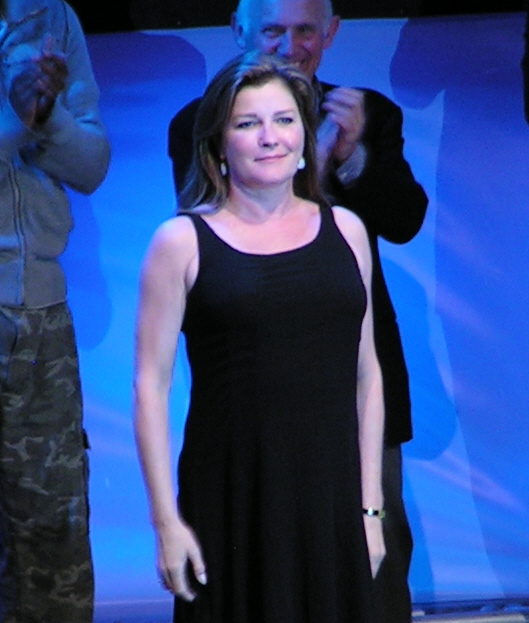
Kate Mulgrew
geboren in 1955

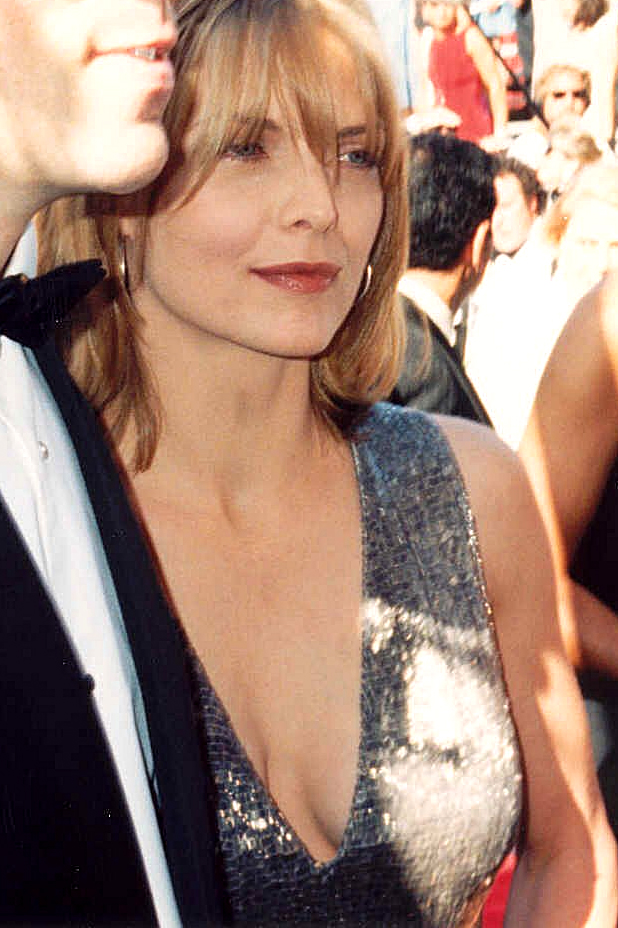
Michelle Pfeiffer
geboren in 1958

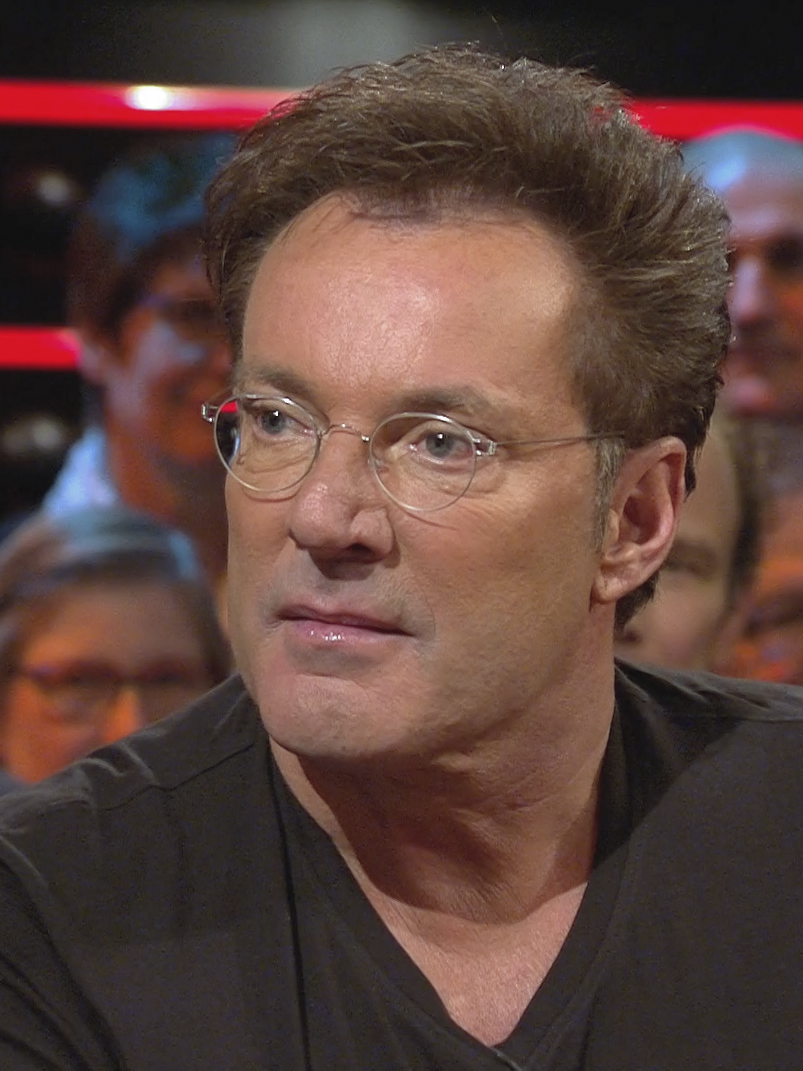
Gerard Joling
geboren in 1960

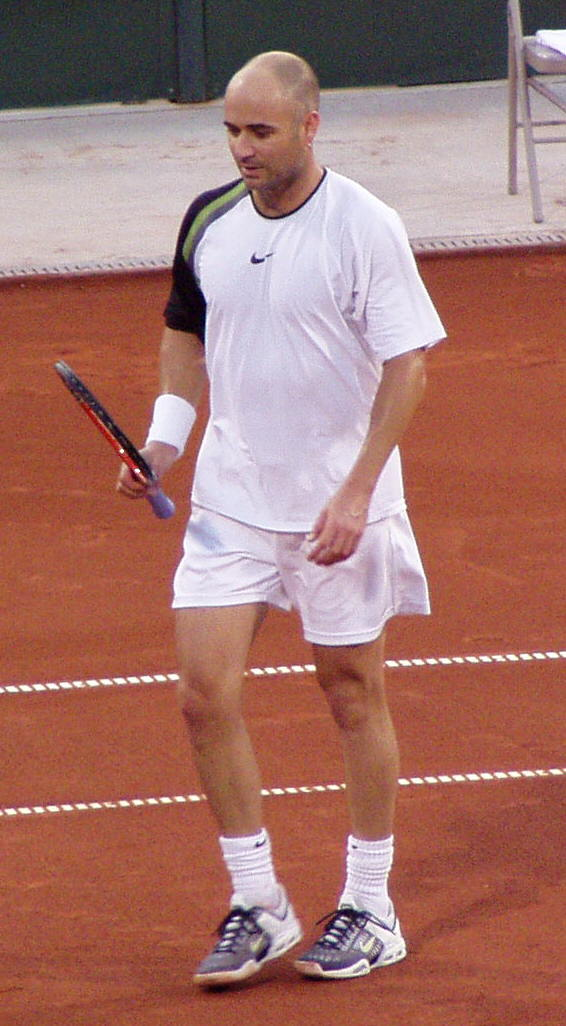
Andre Agassi
geboren in 1970

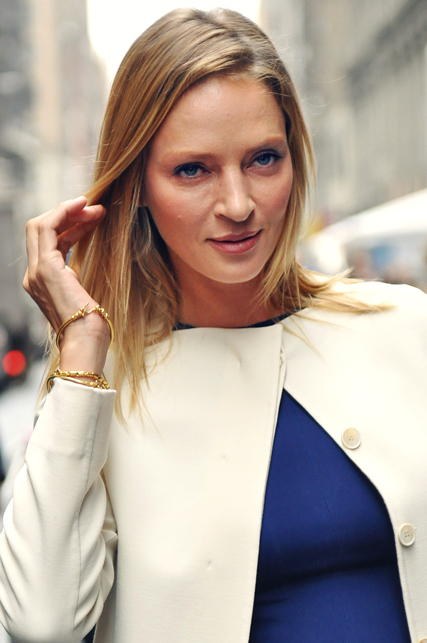
Uma Thurman
geboren in 1970

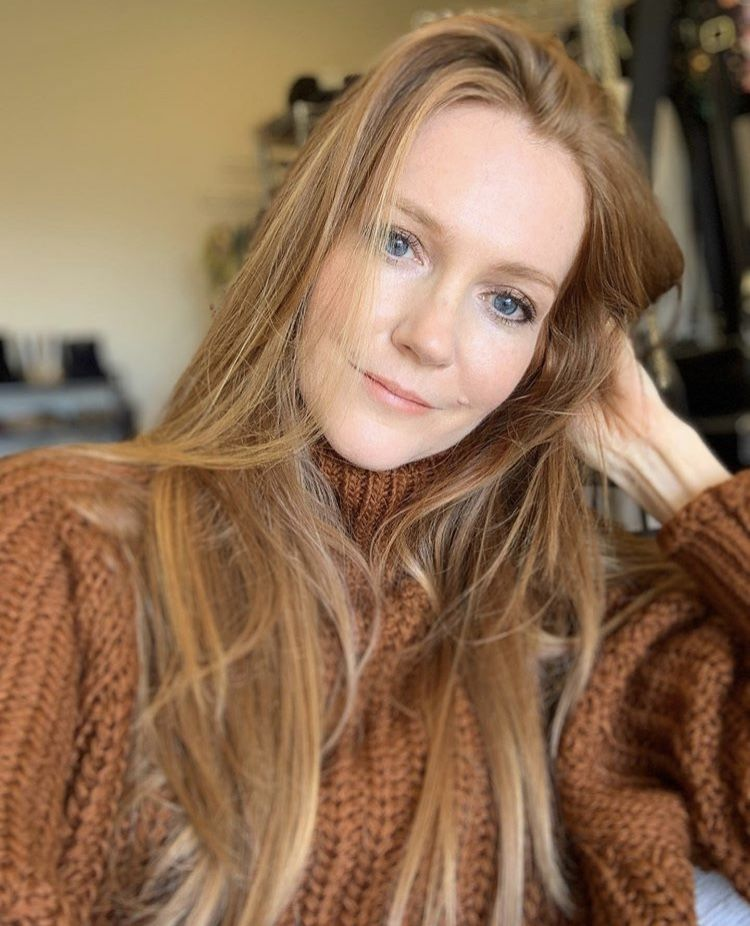
Darby Stanchfield
geboren in 1971

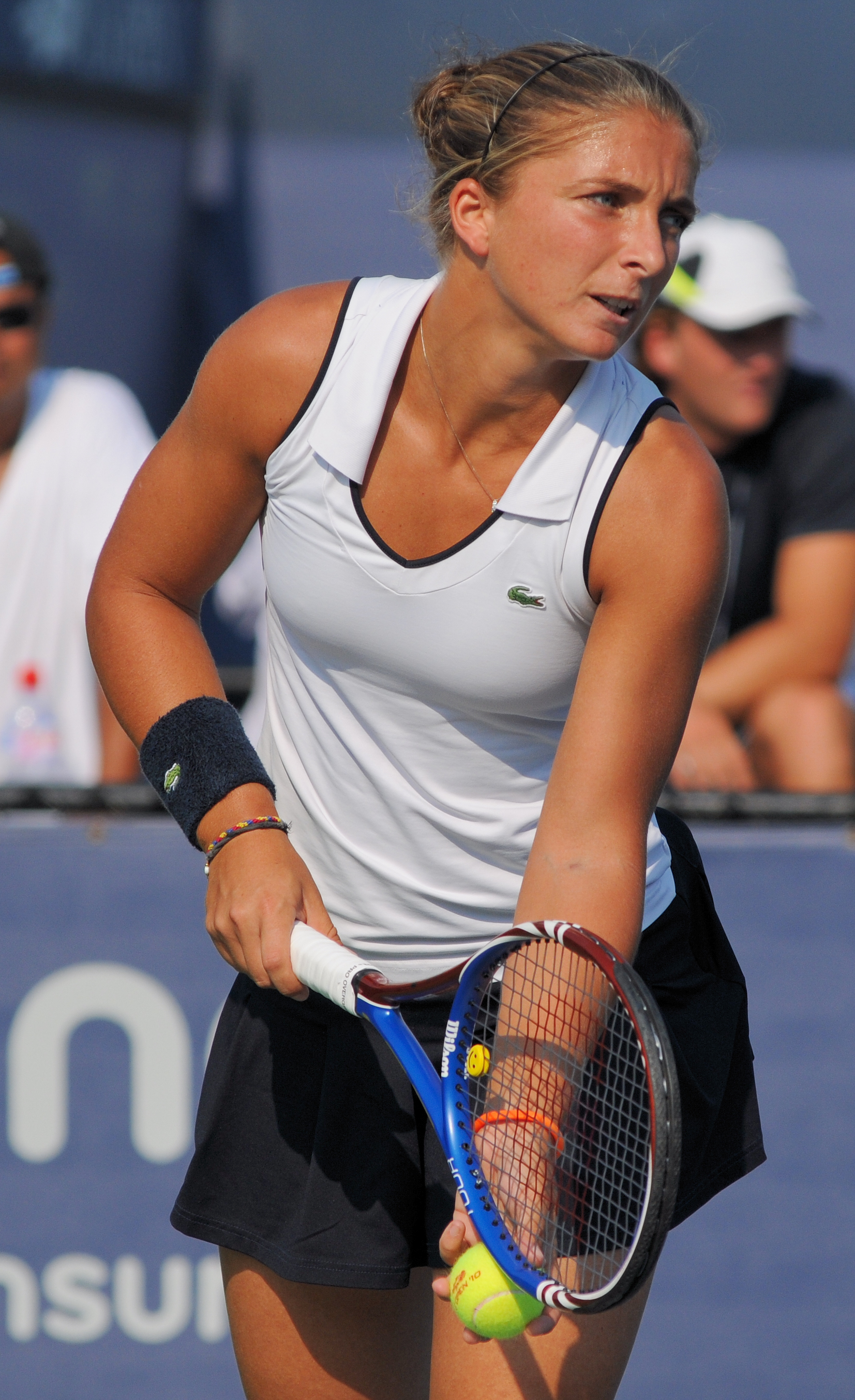
Sara Errani
geboren in 1987

- 1651 - Giuseppe Renato Imperiali, Italiaans kardinaal (overleden 1737)
- 1796 - Ludovicus Passchijn, Belgisch politicus (overleden 1885)
- 1818 - Alexander II van Rusland, tsaar van Rusland (overleden 1881)
- 1854 - Henri Poincaré, Frans wiskundige (overleden 1912)
- 1863 - William Randolph Hearst, Amerikaans uitgever, journalist en politicus (overleden 1951)
- 1865 - Theodorus Marinus Roest van Limburg, Nederlands politiefunctionaris (overleden 1935)
- 1872 - Eyvind Alnæs, Noors componist (overleden 1932)
- 1882 - Hendrik Werkman, Nederlands drukker, schilder en journalist (overleden 1945)
- 1887 - Otto Dumke, Duits voetballer (overleden 1913)
- 1894 - Stanisław Mielech, Pools voetballer (overleden 1962)
- 1895 - Vladimir Propp, Russisch folklorist en taalkundige (overleden 1970)
- 1896 - Jan Hoogland, Nederlands politicus (PvdA) (overleden 1980)
- 1899 - Duke Ellington, Amerikaans pianist en bandleider (overleden 1974)
- 1901 - Hirohito, Japans keizer (1921-1989) (overleden 1989)
- 1902 - Gerardus Huysmans, Nederlands politicus (overleden 1948)
- 1903 - Jerzy Bułanow, Pools voetballer (overleden 1980)
- 1904 - Heinz Levy, Duits-Nederlands bokser (overleden 1944)
- 1907 - Mike Burch, Amerikaans autocoureur (overleden 1981)
- 1907 - Fred Zinnemann, Amerikaans cineast (overleden 1997)
- 1910 - Eva Besnyö, Hongaars-Nederlands fotografe (overleden 2003)
- 1913 - Ed Ablowich, Amerikaans atleet (overleden 1998)
- 1913 - Charles Aerts, Nederlands impresario, theaterproducent en (opera)zanger (overleden 2007)
- 1914 - Reinhard Kolldehoff, Duits acteur (overleden 1995)
- 1914 - Cal Niday, Amerikaans autocoureur (overleden 1988)
- 1915 - Joe Arridy, Amerikaans onschuldige terdoodveroordeelde (overleden 1939)
- 1915 - Manus Vrauwdeunt, Nederlands voetballer (overleden 1982)
- 1917 - Theo van Haren Noman, Nederlands cineast (overleden 2021)
- 1917 - Celeste Holm, Amerikaans actrice (overleden 2012)
- 1921 - Kees de Jager, Nederlands astronoom (overleden 2021)
- 1922 - Jean 'Toots' Thielemans, Belgisch jazzmuzikant en componist (overleden 2016)
- 1924 - Zizi Jeanmaire, Frans danseres, zangeres en actrice (overleden 2020)
- 1925 - Ab Abspoel, Nederlands acteur (overleden 2000)
- 1925 - Rudolf Bernhardt, Duits rechtsgeleerde en advocaat bij het EHRM (overleden 2021)
- 1925 - Iwao Takamoto, Japans-Amerikaans tekenfilmmaker (overleden 2007)
- 1926 - Elmer Kelton, Amerikaans schrijver (overleden 2009)
- 1926 - Eduardo Ricagni, Italo-Argentijns voetballer (overleden 2010)
- 1928 - Jan Schotte, Belgisch curiekardinaal (overleden 2005)
- 1928 - Jan Velthuyse, Nederlands priester
- 1929 - Ray Barretto, Amerikaans musicus (overleden 2006)
- 1929 - Cor van Rijn, Nederlands acteur (overleden 2018)
- 1929 - Peter Sculthorpe, Australisch componist en muziekpedagoog (overleden 2014)
- 1929 - Maurice Strong, Canadees ondernemer en milieudiplomaat (overleden 2015)
- 1929 - Jeremy Thorpe, Brits politicus (overleden 2014)
- 1930 - Rik Coppens, Belgisch voetballer (overleden 2015)
- 1930 - Joe Porcaro, Amerikaans jazzdrummer en -percussionist (overleden 2020)
- 1930 - Jean Rochefort, Frans acteur (overleden 2017)
- 1931 - Frank Auerbach, Brits-Duits kunstschilder (overleden 2024)
- 1931 - Lonnie Donegan, Schots zanger en gitarist (overleden 2002)
- 1931 - King Hu, Chinees regisseur (overleden 1997)
- 1931 - Tony Vos, Nederlands saxofonist, componist en producer (overleden 2020)
- 1932 - Guus Vleugel, Nederlands toneel- en tekstschrijver en columnist (overleden 1998)
- 1933 - Mark Eyskens, Belgisch econoom en politicus
- 1933 - Willie Nelson, Amerikaans zanger
- 1933 - Rod McKuen, Amerikaans zanger (overleden 2015)
- 1934 - Pedro Pires, Kaapverdisch politicus /ex-premier en ex-president
- 1934 - Akira Takarada, Japans acteur (overleden 2022)
- 1935 - Otis Rush, Amerikaans blueszanger en -muzikant (overleden 2018)
- 1936 - Viktor Agejev, Russisch waterpolospeler (overleden 2023)
- 1936 - Zubin Mehta, Indiaas dirigent
- 1936 - Adolfo Nicolás s.j., Spaans jezuïet en theoloog (overleden 2020)
- 1936 - Jacob Rothschild, Brits bankier en lid van de Rothschild-familie (overleden 2024)
- 1937 - Theo Bunjes, Nederlands burgemeester (overleden 2023)
- 1937 - Wannes Van de Velde, Belgisch zanger, dichter en beeldend kunstenaar (overleden 2008)
- 1937 - Ysbrant van Wijngaarden, Nederlands kunstenaar (overleden 2021)
- 1938 - Bernard Madoff, Amerikaans zakenman en belegger (overleden 2021)
- 1938 - Klaus Voormann, Duits basgitarist, ontwerper en muziekproducent
- 1939 - Corrie Schimmel, Nederlands zwemster
- 1942 - Jan Zeeman, Nederlands zakenman (overleden 2020)
- 1943 - Ian Kershaw, Brits historicus
- 1943 - John Tranter, Australisch dichter (overleden 2023)
- 1945 - Hugh Hopper, Brits basgitarist en componist (overleden 2009)
- 1945 - Gees Linnebank, Nederlands acteur, toneelregisseur en -schrijver (overleden 2006)
- 1945 - Tammi Terrell, Amerikaans zangeres (overleden 1970)
- 1947 - Olavo de Carvalho, Braziliaans filosoof en schrijver (overleden 2022)
- 1947 - Chris Humphries, Brits botanicus (overleden 2009)
- 1947 - Tommy James, Amerikaans singer/songwriter en muziekproducent
- 1947 - Jim Ryun, Amerikaans atleet en politicus
- 1949 - Arlette Zola, Zwitsers zangeres
- 1950 - Serob Darbinian, Armeens kunstschilder
- 1951 - Dale Earnhardt, Amerikaans autocoureur (overleden 2001)
- 1951 - Cees van Leeuwen, Nederlands politicus
- 1952 - Geertrui Daem, Belgisch actrice en schrijfster
- 1952 - Nora Dunn, Amerikaans actrice en comédienne
- 1952 - Carl Friedman, Nederlands columniste en schrijfster (overleden 2020)
- 1952 - Adriaan Olree, Nederlands acteur
- 1953 - Bill Drummond, Schots muzikant en kunstenaar
- 1953 - Jan A.P. Kaczmarek, Pools componist (overleden 2024)
- 1953 - Irina Pozdnjakova, Russisch zwemster
- 1954 - Jerry Seinfeld, Amerikaans komiek, acteur en schrijver
- 1955 - Leslie Jordan, Amerikaans acteur (overleden 2022)
- 1955 - Bert Kuizenga, Nederlands acteur en presentator
- 1955 - Kate Mulgrew, Amerikaans actrice
- 1957 - Alberto Alesina, Italiaans econoom (overleden 2020)
- 1957 - Daniel Day-Lewis, Brits-Iers acteur en drievoudig Oscarwinnaar
- 1957 - Jaap van Dissel, Nederlands infectioloog, hoogleraar en bestuurder
- 1958 - Michelle Pfeiffer, Amerikaans actrice
- 1959 - Radjen Kisoensingh, Surinaams schrijver en politicus
- 1959 - Trond Sollied, Noors voetballer en voetbaltrainer
- 1960 - Gerard Joling, Nederlands zanger en presentator
- 1960 - Sam Klepper, Nederlands crimineel (overleden 2000)
- 1961 - Valdemar Sequeira, Portugees componist en dirigent
- 1962 - Rob Druppers, Nederlands atleet
- 1963 - Jacobine Geel, Nederlands theologe en televisiepresentatrice
- 1963 - Igor Sjkvyrin, Oezbeeks voetballer en trainer
- 1964 - Gert Jakobs, Nederlands wielrenner
- 1967 - Piet Hein Eek, Nederlands industrieel ontwerper
- 1967 - Maike Meijer, Nederlands actrice en scenarioschrijfster
- 1968 - Nikolaus Stanec, Oostenrijks schaker
- 1968 - John Jairo Tréllez, Colombiaans voetballer
- 1970 - Andre Agassi, Amerikaans tennisser
- 1970 - Piet Goddaer, Belgisch muzikant
- 1970 - Uma Thurman, Amerikaans actrice
- 1971 - Darby Stanchfield, Amerikaans actrice
- 1972 - Erica Monique Atkins, Amerikaans zangeres
- 1972 - Niclas Fasth, Zweeds golfer
- 1972 - Luc Frank, Belgisch politicus
- 1972 - Bettina Zipp, Duits atlete
- 1973 - David Belle, Frans atleet, grondlegger van parkour
- 1973 - Fares Fares, Zweeds-Libanees acteur
- 1973 - Yves Hocdé, Frans roeier
- 1974 - Anggun, Indonesisch rock- en popzangeres
- 1975 - Fred Scarlett, Brits roeier
- 1975 - Yuri Shulman, Amerikaans schaker
- 1976 - Fabio Liverani, Italiaans voetballer
- 1977 - Margriet Matthijsse, Nederlands zeilster
- 1977 - Razan Zaitouneh, Syrisch advocaat, journalist en mensenrechtenverdediger
- 1978 - Bob Bryan en Mike Bryan, Amerikaans tennisser
- 1978 - Neil Doyle, Iers voetbalscheidsrechter
- 1979 - Ryan Sharp, Schots autocoureur
- 1980 - Kian Egan, Iers zanger
- 1980 - Patrick Staudacher, Italiaans alpineskiër
- 1980 - Coen Swijnenberg, Nederlands radio-dj
- 1981 - Wouter de Boer, Nederlands atleet
- 1981 - Brian Dzingai, Zimbabwaans atleet
- 1981 - Anna Goerova, Russisch atlete
- 1981 - Émilie Mondor, Canadees atleet (overleden 2006)
- 1984 - Michał Gołaś, Pools wielrenner
- 1987 - Sara Errani, Italiaans tennisster
- 1987 - Aleksej Poltoranin, Kazachs langlaufer
- 1987 - Justus Strid, Zweeds kunstschaatser
- 1988 - Taoufik Makhloufi, Algerijns atleet
- 1990 - Nadine Broersen, Nederlands atlete
- 1990 - Paweł Wojciechowski, Pools voetballer
- 1991 - Misaki Doi, Japans tennisster
- 1991 - Tea Palić, Kroatisch alpineskiester
- 1992 - Aleksej Romasjov, Russisch schansspringer
- 1993 - Teije ten Den, Nederlands voetballer
- 1994 - Stephen Milne, Brits zwemmer
- 1994 - Antwan Tolhoek, Nederlands wielrenner
- 1995 - Viktoria Sinitsina, Russisch kunstschaatsster
- 1998 - MC Kevin, Braziliaans zanger (overleden 2021)
- 1998 - Alexandre Mayer, Mauritiaans wielrenner
- 1999 - Gabriel Gudmundsson, Zweeds voetballer
- 2000 - Aitor Paredes, Spaans voetballer
- 2001 - Simone Olivero, Italiaans wielrenner
- 2001 - Ayrton Simmons, Brits-Spaans autocoureur
- 2003 - Francesca Barale, Italiaans wielrenster
- 2003 - Alayah Pilgrim, Zwitsers voetbalster
- 2003 - Holger Rune, Deens tennisser
- 2006 - Xochitl Gomez, Amerikaans actrice
- 2007 - Sofía de Borbón Ortiz, Spaans prinses
- 2008 - Ranneke Derks, Nederlands voetbalster

## Overleden

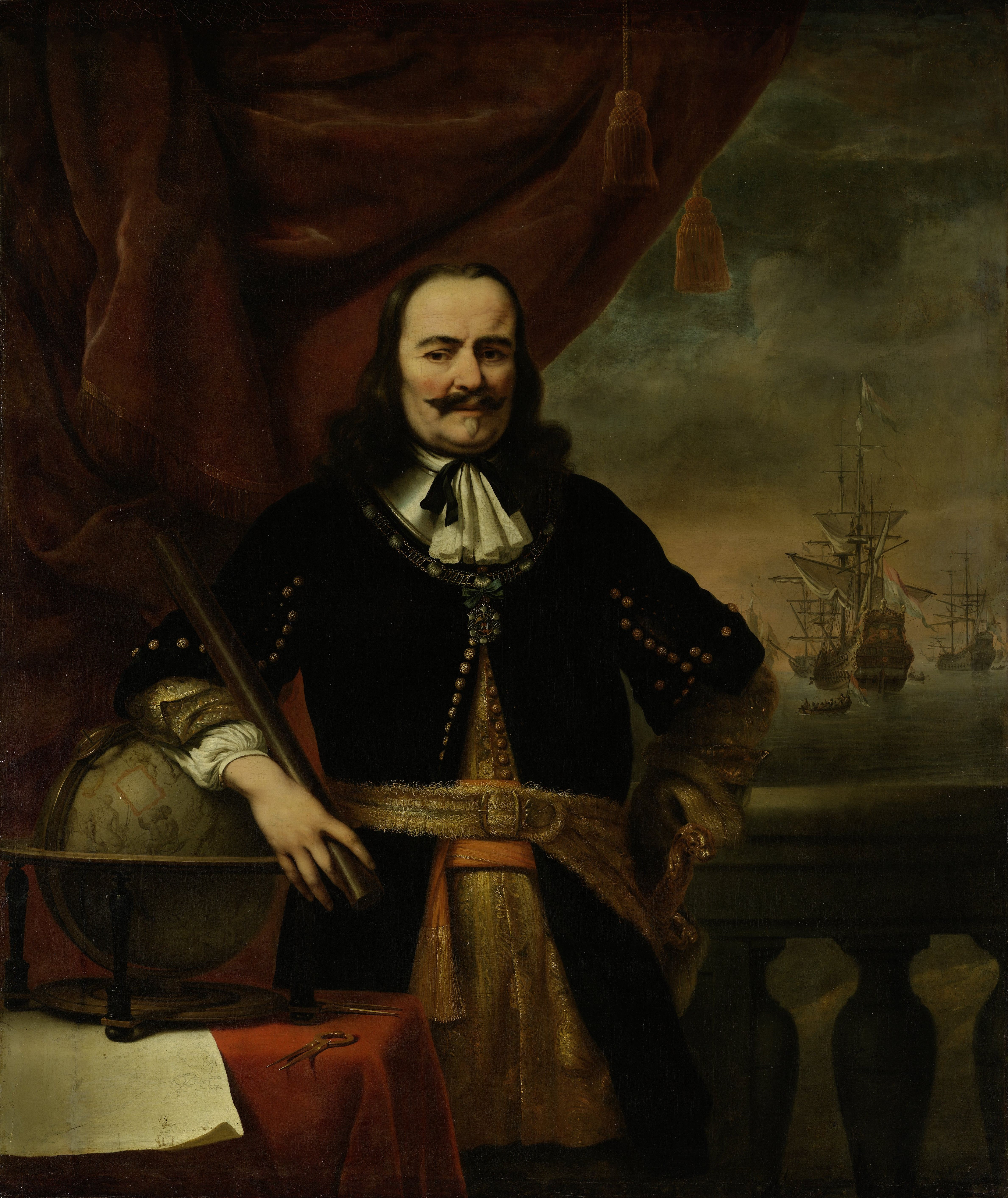
Michiel de Ruyter
overleden in 1676

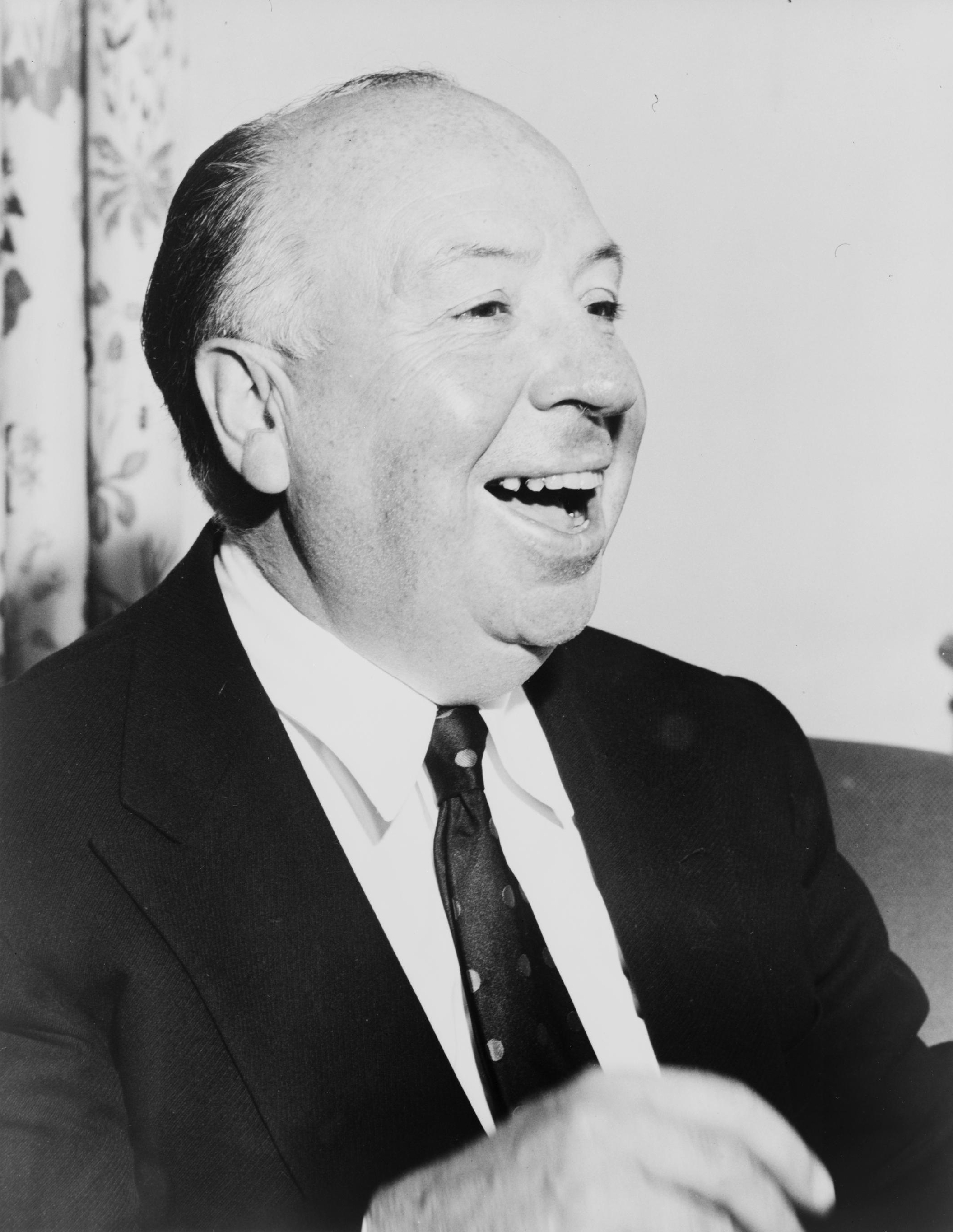
Alfred Hitchcock
overleden in 1980

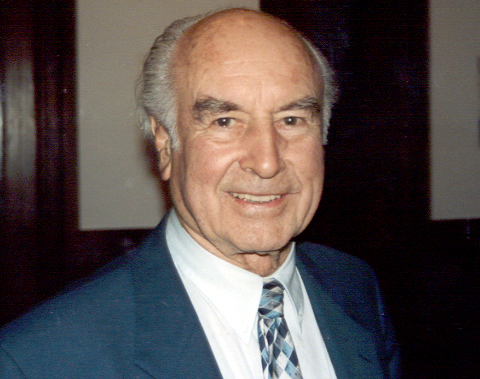
Albert Hofmann
overleden in 2008

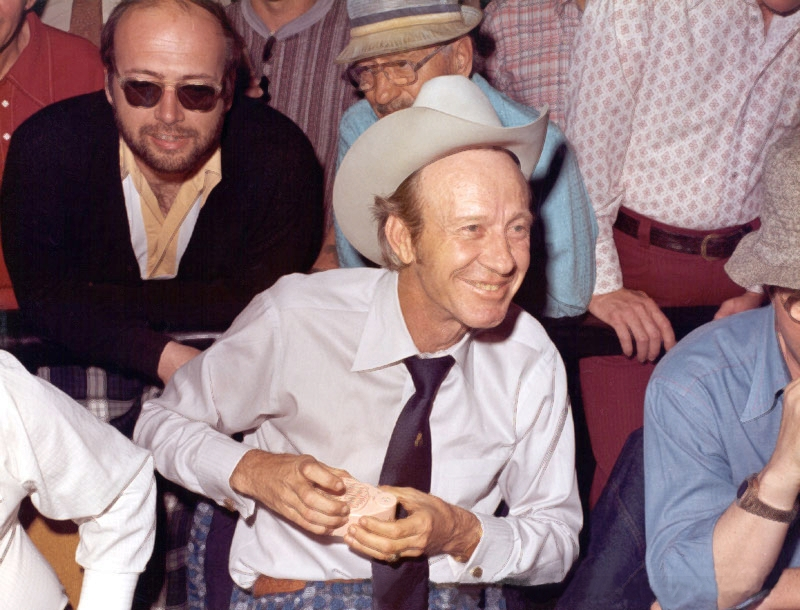
Amarillo Slim
overleden in 2012

- 1380 - Catharina van Siena (33), Italiaans heilige en mystici
- 1676 - Michiel de Ruyter (69), Nederlands zeeheld
- 1707 - George Farquhar (±30), Iers/Engels toneelschrijver
- 1805 - Lorenz Pasch de Jongere (72), Zweeds kunstschilder
- 1869 - Marie-Amélie Cogniet (71), Frans kunstschilder
- 1897 - Maximiliaan Willem de Kat (47), Nederlands burgemeester
- 1905 - Ignacio Cervantes Kawanagh (57), Cubaans componist en pianist
- 1915 - Jeronimo de Vries (76), Nederlands dominee-dichter
- 1922 - Léon Gérard (81), Belgisch politicus
- 1951 - Jules Verstraete (67), Nederlands acteur
- 1951 - Ludwig Wittgenstein (62), Oostenrijks filosoof
- 1954 - Hendrik Johan Versteeg jr. (76), Nederlands hoofdcommissaris van politie in Amsterdam
- 1956 - Wilhelm Ritter von Leeb (69), Duits veldmaarschalk
- 1962 - Massimo Pilotti (82), Italiaans rechter
- 1967 - J.B. Lenoir (38), Amerikaans blueszanger en songwriter
- 1969 - Julius Katchen (42), Amerikaans pianist
- 1976 - Agnes Nolte (79), Nederlands docente en politica
- 1978 - Theo Helfrich (64), Duits autocoureur
- 1980 - Alfred Hitchcock (80), Brits filmregisseur
- 1990 - Max Bense (80), Duits schrijver, filosoof en uitgever
- 1992 - Mae Clarke (81), Amerikaans actrice
- 1993 - Mick Ronson (46), Brits gitarist en muziekproducent
- 1996 - François Picard (75), Frans autocoureur
- 2001 - Barend Biesheuvel (81), Nederlands minister-president
- 2002 - Tol Hansse (62), Nederlands zanger, componist, cabaretier en kunstschilder
- 2004 - Nick Joaquin (86), Filipijns schrijver en historicus
- 2006 - John Kenneth Galbraith (97), Amerikaans econoom, publicist, ambtenaar en diplomaat
- 2006 - Félix Siby (64), Gabonees ambtenaar en politicus
- 2007 - Ivica Račan (63), Kroatisch politicus
- 2008 - Chuck Daigh (84), Amerikaans autocoureur
- 2008 - Albert Hofmann (102), Zwitsers scheikundige
- 2008 - Charles Tilly (78), Amerikaans socioloog, politicoloog en historicus
- 2011 - Joanna Russ (74), Amerikaans sciencefictionschrijfster
- 2012 - Roland Moreno (66), Frans wetenschapper, uitvinder van de chipkaart
- 2012 - Amarillo Slim (83), Amerikaans pokerspeler
- 2014 - Bob Hoskins (71), Brits acteur
- 2014 - Walter Walsh (106), Amerikaans FBI-agent en Olympisch schutter
- 2015 - Giovanni Canestri (96), Italiaans kardinaal
- 2016 - Renato Corona (67), Filipijns (opper)rechter
- 2017 - Otto Boetes (93), Nederlands activist en politicus
- 2017 - Chris de Vries (77), Nederlands voetballer
- 2018 - Michael Martin (72), Brits politicus
- 2019 - Les Murray (80), Australisch dichter, bloemlezer en criticus
- 2019 - John Singleton (51), Amerikaans regisseur, producent en scenarioschrijver
- 2019 - Josef Šural (28), Tsjechisch voetballer
- 2020 - Vincent van der Burg (75), Nederlands politicus en advocaat
- 2020 - Giacomo Dalla Torre del Tempio di Sanguinetto (75), Italiaans edelman en grootmeester
- 2020 - Yahya Hassan (24), Deens dichter
- 2020 - Jānis Lūsis (80), Lets speerwerper
- 2020 - Irrfan Khan (53), Indiaas acteur
- 2020 - Maj Sjöwall (84), Zweeds detectiveschrijfster
- 2021 - Hans van Baalen (60), Nederlands politicus
- 2021 - Hafid Bouazza (51), Marokkaans-Nederlands schrijver
- 2021 - Anne Buydens (102), Belgisch-Amerikaans actrice
- 2021 - Johnny Crawford (75), Amerikaans acteur en zanger
- 2021 - Frank McRae (77), Amerikaans acteur
- 2021 - Sunao Wada (87), Japans gitarist
- 2022 - Mike Hagerty (67), Amerikaans acteur
- 2024 - Pieter Baas (80), Nederlands botanicus en hoogleraar
- 2024 - Wally Dallenbach (87), Amerikaans autocoureur
- 2024 - Mychajlo Fomenko (75), Oekraïens voetballer en voetbalcoach
- 2025 - Mike Peters (66), Brits muzikant

## Viering/herdenking

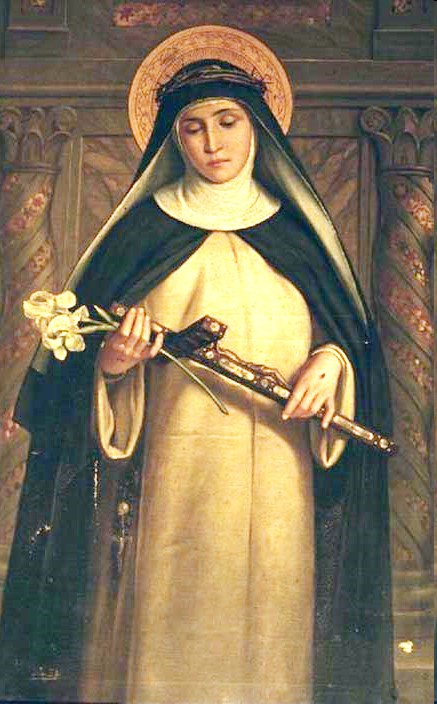
Heilige Catharina van Siena

- KoninginneNach - Openluchtfestival in Den Haag de nacht voor Koninginnedag op 30 april.
- In het Romeinse Rijk vinden de Floralia, het feest van de bloemengodin Flora, plaats. Ze duren van 28 april tot en met 3 mei.
- Dag van het natuurgroen - Officiële feestdag in Japan en begindag van de Gouden Week.
- Rooms-katholieke kalender:
  - Heilige Catharina van Siena († 1380) - Gedachtenis
  - Heilige Hugo van Cluny († 1109)
  - Heilige Ava (van Denian) († c. 845)
  - Heilige Tychicus van Pafos († 1e eeuw)
  - Heilige Robertus van Cîteaux († 1111)
  - Heilige Endelienta († 6e eeuw) (ook in de Anglicaanse Kerk)
  - Heilige Gombert van Avenay († c. 680-690)
  - Heilige Petrus van Verona († 1252)
  - Zalige Robrecht Gruuthuuse († 1157)

## Weerextremen

### Nederland
| | Officiële records | Officiële records | Officiële records |      | Landelijke records | Landelijke records | Landelijke records                                                           |
| Gebeurtenis | Jaar              | Extreem           | Locatie           | Jaar | Extreem            | Locatie            |                                                                              |
| --- | ----------------- | ----------------- | ----------------- | ---- | ------------------ | ------------------ | ---------------------------------------------------------------------------- |
| Laagste etmaalgemiddelde temperatuur (°C) | 1919              | 2,8               | De Bilt           |      | 1919               | 1,9                | Maastricht                                                                   |
| Hoogste etmaalgemiddelde temperatuur (°C) | 1993              | 20,5              | De Bilt           |      | 1993               | 20,9               | Deelen, Rotterdam Geulhaven                                                  |
| Laagste minimumtemperatuur (°C) | 1976              | −4,8              | De Bilt           |      | 1976               | −7,2               | Deelen                                                                       |
| Hoogste minimumtemperatuur (°C) | 1993              | 13,6              | De Bilt           |      | 1993               | 16,6               | Rotterdam Geulhaven                                                          |
| Laagste maximumtemperatuur (°C) | 1939              | 7,3               | De Bilt           |      | 1919 1945          | 5,5                | De Kooy Maastricht                                                           |
| Hoogste maximumtemperatuur (°C) | 1993              | 26,8              | De Bilt           |      | 1955               | 27,9               | Eindhoven                                                                    |
| Hoogste uurgemiddelde windsnelheid (m/s) | 1905, 1942, 1970  | 11,8              | De Bilt           |      | 1970               | 22,1               | De Kooy                                                                      |
| Hoogste windstoot (m/s) | 1970              | 23,7              | De Bilt           |      | 2002               | 41,0               | Hansweert                                                                    |
| Langste zonneschijnduur (uur) | 2007              | 13,5              | De Bilt           |      | 1993 2007 2024     | 13,8               | Eindhoven, Maastricht, Valkenburg ZH, Volkel Nieuw Beerta Hoorn Terschelling |
| Langste neerslagduur (uur) | 1972              | 12,3              | De Bilt           |      | 2021               | 17,7               | Lelystad                                                                     |
| Hoogste etmaalsom van de neerslag (mm) | 2018              | 19,6              | De Bilt           |      | 2021               | 54,2               | Lelystad                                                                     |
| Laagste etmaalgemiddelde relatieve vochtigheid (%) | 1942              | 31                | De Bilt           |      | 1942               | 31                 | De Bilt, Maastricht                                                          |
| Laagste uurwaarde luchtdruk op zeeniveau (hPa) | 1972              | 992,0             | De Bilt           |      | 1972               | 988,4              | De Kooy                                                                      |
| Hoogste uurwaarde luchtdruk op zeeniveau (hPa) | 1966              | 1036,5            | De Bilt           |      | 1966               | 1037,3             | Eelde                                                                        |
| Officiële records worden altijd gemeten op het KNMI-weerstation in De Bilt. Landelijke records kunnen worden gemeten op elk officieel KNMI-weerstation in Nederland. |                   |                   |                   |      |                    |                    |                                                                              |

Uitzonderlijke gebeurtenissen
- 1955 - Eerste officiële warme dag van het jaar (maximumtemperatuur ≥ 20 °C in De Bilt)
- 1955 - Eerste officiële zomerse dag van het jaar (maximumtemperatuur ≥ 25 °C in De Bilt)
- 1955 - Eerste landelijke zomerse dag van het jaar gemeten in De Bilt, Deelen, Eindhoven, Gilze-Rijen, Maastricht, Schiphol, Soesterberg, Twenthe, Valkenburg ZH, Vlissingen en Volkel (maximumtemperatuur ≥ 25 °C op een officieel weerstation)
- 1993 - Officieel maandrecord hoogste etmaalgemiddelde temperatuur in °C van april gemeten in De Bilt: 20,5
- 1993 - Landelijk maandrecord hoogste minimumtemperatuur in °C van april gemeten in Rotterdam Geulhaven: 16,6
- 2010 - Eerste officiële zomerse dag van het jaar (maximumtemperatuur ≥ 25 °C in De Bilt)
- 2024 - Officieel langste zonneschijnduur in uren van april dit jaar gemeten in De Bilt: 10,9 (voorlopig)
- 2024 - Landelijk langste zonneschijnduur in uren van april dit jaar gemeten in Hoorn Terschelling: 13,8 (voorlopig)

### België
Dagrecords
- 1919 - Laagste etmaalgemiddelde temperatuur 2,1 °C
- 2007 - Hoogste etmaalgemiddelde temperatuur 19,4 °C
- 1919 - Laagste minimumtemperatuur −2,6 °C
- 1955 - Hoogste maximumtemperatuur 26,5 °C
- 1928 - Hoogste etmaalsom van de neerslag 25,5 mm

Uitzonderlijke gebeurtenissen
- 1919 - Sneeuw in Antwerpen.
- 1960 - Een hagelbol of blok ijs met een gewicht van drie kilo valt op een werkplaats in Brussel.
- 1976 - De algemene droogte veroorzaakt verschillende branden in de Hoge Venen.
- 1985 - Sneeuwlaag van 12 cm in Saint-Hubert.
- 2002 - Onweersbuien zorgen voor hagelschade in de fruitstreek. Op sommige plekken ligt zo'n 10 cm hagel.

<< · 1 · 2 · 3 · 4 · 5 · 6 · 7 · 8 · 9 · 10 · 11 · 12 · 13 · 14 · 15 · 16 · 17 · 18 · 19 · 20 · 21 · 22 · 23 · 24 · 25 · 26 · 27 · 28 · 29 · 30 · >>